# Nubiella atentaculata
Nubiella atentaculata is een hydroïdpoliep uit de familie Bougainvilliidae. De poliep komt uit het geslacht Nubiella. Nubiella atentaculata werd in 2004 voor het eerst wetenschappelijk beschreven door Xua & Huang. 